# Holomelina lunulata
Holomelina lunulata là một loài bướm đêm thuộc phân họ Arctiinae, họ Erebidae.